# Кіякти (Айтекебійський район)
Кіякти́ (каз. Қияқты) — село у складі Айтекебійського району Актюбінської області Казахстану. Входить до складу Аралтогайського сільського округу.
У радянські часи село називалось Ферма № 1 совхоза імені XX з'їзду КПСС.
Населення — 189 осіб (2021; 283 у 2009, 236 у 1999, 272 у 1989).